# Exobasidium arescens
Exobasidium arescens ist eine Pilzart der Familie der Nacktbasidienverwandten (Exobasidiaceae) aus der Ordnung Ustilaginomycotina. Sie ist ein Endoparasit der Heidelbeere (Vaccinium myrtillum) und vielleicht auch von Vaccinium oreophilum. Symptome des Befalls durch den Pilz sind helle Flecken auf den Blattoberseiten und vergrößerte Blätter der Wirtspflanzen. Das Verbreitungsgebiet der Art liegt in Europa, möglicherweise kommt sie auch in Nordamerika vor.

## Merkmale

### Makroskopische Merkmale
Exobasidium arescens ist mit bloßem Auge zunächst nicht zu erkennen. Symptome des Befalls sind hellgelbe bis rötliche, etwa 5 mm große Flecken auf den Blattoberseiten und im Spätstadium auf der Blattunterseite hervortretendes Myzel.

### Mikroskopische Merkmale
Das Myzel von Exobasidium arescens wächst wie bei allen Nacktbasidien interzellulär und bildet Saugfäden, die in das Speichergewebe des Wirtes wachsen. Die selten drei-, meist viersporigen Basidien sind unseptiert. Sie wachsen direkt aus der Wirtsepidermis oder aus Spaltöffnungen. Die dick bananenartig geformten Sporen sind hyalin und 10–14 × 3–4,5 µm groß. Zunächst sind sie einzellig, später besitzen sie ein bis drei Septen. Die Konidien sind 5–10 × 0,8–1,5 µm groß und bazillen- bis annähernd spindel- oder keulenförmig.

## Verbreitung
Das bekannte Verbreitungsgebiet von Exobasidum arescens umfasst Europa, ihr Vorkommen in Nordamerika ist nicht gesichert.

## Ökologie
Die Wirtspflanze von Exobasidium arescens ist die Heidelbeere (Vaccinium myrtillum) und eventuell auch Vaccinium oreophilum. Der Pilz ernährt sich von den im Speichergewebe der Pflanzen vorhandenen Nährstoffen, seine Basidien brechen später durch die Blattoberfläche und setzen Sporen frei. Die Sporen keimen zu Konidien, aus denen sich dann neues Myzel entwickelt. Die Art kommt von planaren bis in montane Lagen vor.